# カリム・アディプラシト
カリム・アレクサンダー・アディプラシト（Karim Alexander Adiprasito, 1988年 - ）は、ドイツの数学者。コペンハーゲン大学とエルサレム・ヘブライ大学を兼任してコンビナート論を研究する。2013年にベルリン自由大学でギュンター・M・ジーグラーの指導の下、博士号を取得した。ドイツ系とインドネシア系の血を引き、インドネシア人の姓を名乗っている。 アーヘン出身。

## 業績
彼は、離散幾何学、特にポリトープの実現空間に関する彼の仕事のために2015年のコンビナティクスのヨーロッパ賞を受賞した。特に（レジェンドレとスタインツにさかのぼる）射影的にユニークな多面体上のPerlesとShephardの古い問題の解決のために、分析的手法を使用して離散幾何学への彼の広範で深い貢献 "を引用している。 
許埈珥、Eric Katzとの共同研究では、マトロイドの特性多項式の対数空洞に関するHeron-Rota-Welshの予想を解決した。Huhとともに、2019年の数学ブレイクスルー賞New Horizons in Mathematics Prizeの5人の受賞者のうちの1人であり、Breakthrough Prize in Mathematicsに加わっている。 
ミハイル・グロモフの有界曲率空間に関する研究を用いて、彼は多様体のフラグ三角形化のためのHirsch予想を解決した。 
2018年12月には、単純化された球に対するPeter McMullenのg-conjectureを証明した。この業績により、欧州数学会の2020年EMS賞を受賞した。 